# Яргунькіно
Яргу́нькіно (рос. Яргунькино, чув. Ярхуньушкăнь) — присілок у складі Аліковського району Чувашії, Росія. Входить до складу Кримзарайкінського сільського поселення.
Населення — 111 осіб (2010; 168 у 2002).
Національний склад:
- чуваші — 98 %